# 페로글로부스 플라시두스
페로글로부스 플라시두스는 페로글로부스속에 속하는 유일종이다.
페로글로부스 플라시두스는 이탈리아 해안의 열수구의 퇴적물에서 서식하는 종이다. 85 °C, 중성의 환경에서 최적의 성장률을 보이며, 65 °C 이하, 95 °C 이상의 온도에서는 성장하지 않는다. S층 세포벽과 편모를 지니고 있다.
페르글로부스의 물질대사는 아르케오글로부스와 비교했을 때, 상대적으로 독특하다. 페로글로부스 플라시두스는 벤조산염이 제2철 (Fe3+)과 제1철 (Fe2+)로 환원되는 것처럼 산소가 없는 환경, 즉 최초로 발견된 혐기성 세균이다. 또한, 수소 (H2)와 황화철 (H2S)도 에너지원으로 사용할 수 있다. 고대의 지구에는 산소가 부족하여 종종 암석에서 호상철광층을 찾아볼 수 있었기 때문에, 페로글로부스 플라시두스와 비슷한 종류의 유기체가 존재했던 것으로 추측된다.
페로글로부스 플라시두스는 혐기성 생물이기 때문에, 질산염이 최종전자수용체로 작용하여 질소 이온으로 변환된다. 티오황산염 (S2O32-) 또한 최종전자수용체로 작용할 수 있다.